# O reparațiune
O reparațiune este o operă literară scrisă de Ion Luca Caragiale. 